# ضجيج صناعي

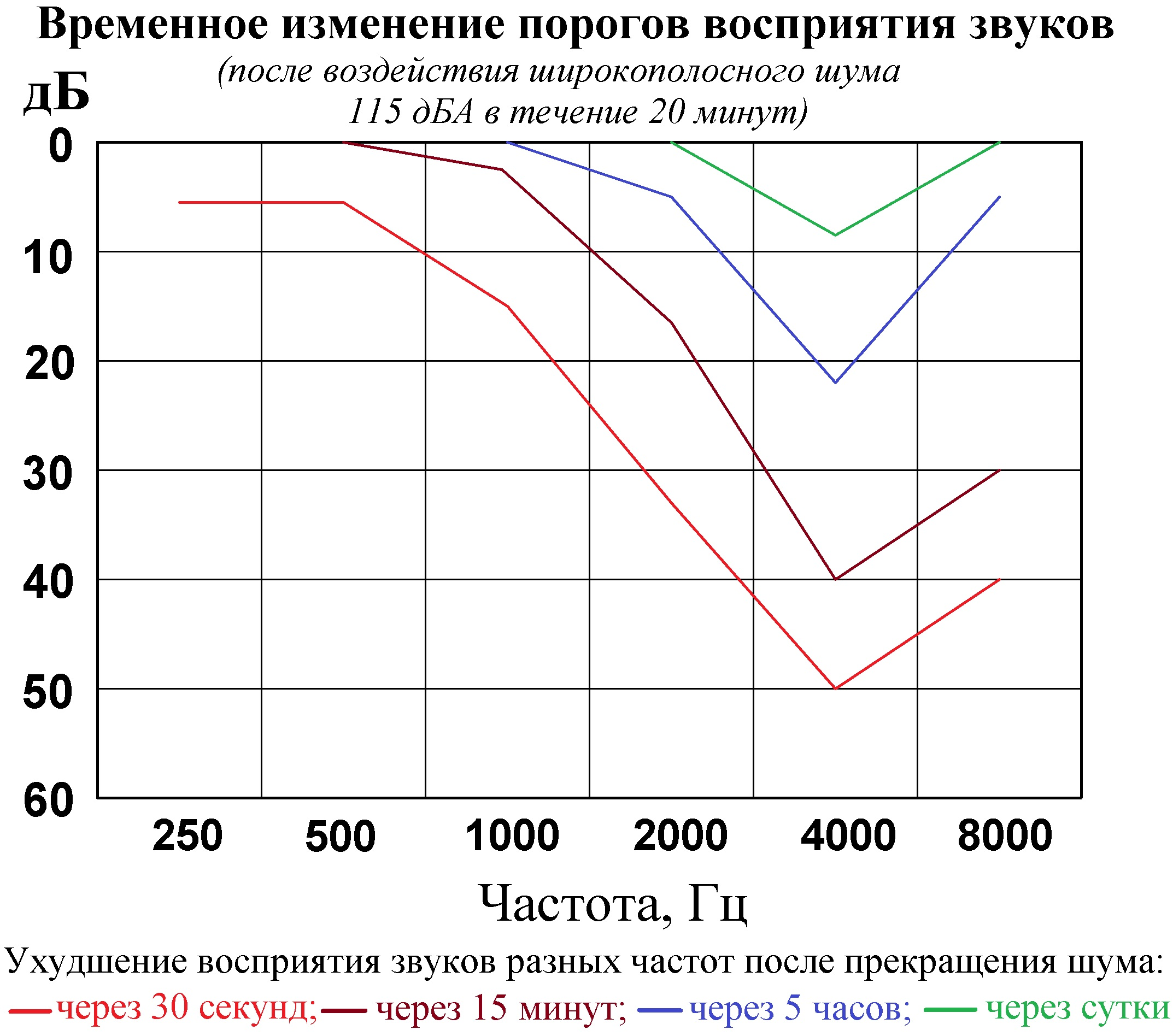

الضجيج تبوأ مفهوم الضجيج مكانة مهمة مع تطور التقنيات الحديثة، كالإلكترونيات والاتصالات والقياسات، إلا أنه ارتبط تاريخياً بالصوت، فقد عُرّف الضجيج على أنه كل ظاهرة صوتية غير مرغوب بها بصرف النظر عن طبيعتها وشدتها.
الضجيج الصناعي: تُحدث الصناعات الميكانيكية ضجيجاً شديداً سواء داخل المنشأة الصناعية أم خارجها. ويعود سبب ذلك الضجيج إلى آلات من جميع الأصناف، ويزداد ذلك الضجيج عادة بازدياد استطاعة الآلات.
- وقد غدت آليات توليد الضجيج من قبل الآلات معروفة بصورة جيدة.[1]

ضجيج المصانع أو ضوضاء المصانع تؤثر على البيئة الخارجية حيث أن المناطق السكنية قد زحفت على المناطق الصناعية مما أدى إلى تأثر المواطنين بالضوضاء الناتجة عن المصانع.

## العوامل التي تؤثر على حاسة السمع نتيجة للضوضاء
مستوى الضوضاء (بالديسيبل) وكذلك تردده.
1. نوع الضوضاء.
2. فترة التعرض اليومي.
3. طول فترة العمل في السنة.
4. استمرارية العمل في السنة.
5. مدى تغير اثر الضوضاء من شخص دون الأخر.
6. سعة المكان ومدى تركيز الضوضاء فيه.
7. طبيعة المكان(منزل، مصنع، مناطق سكنيه، أرض خلاء)
8. توقيت حدوث الضوضاء (ليلا أو نهارا).فعلى سبيل المثال، قد يكون رنين الهاتف أثناء النوم غاية في الإزعاج، في حين يكون مقبولا بشكل ما خلال النهار.

## حدود اثر الضوضاء
يتوقف اثر الضوضاء على عاملين هما طول فترة الضوضاء وشدة الصوت وحدته وارتفاع تردده.
فقد وضعت بعض الحيوانات تحت تأثير صوت شدته (130) ديسيبلا ماتت بعد اربع ساعات ويزداد خطر الضوضاء إذا كانت مفاجئة وتسبب اعراضا مرضية متعددة منها الصفير في الاذنين والشعور بالدوار والغثيان وفقدان القدرة على النوم ومن الاعراض التي لوحظت على بعض حيوانات التجارب وعلى الإنسان ايضامنها نقص نشاط المعدة ونقص افراز العصارة المعوية وزيادة توتر العضلات وزيادة مؤقتة في ضغط الدم والنبض وسرعة التنفس وتغيير في نشاط الغدد الصماء ودوار واهتزاز مقلة العين في الإنسان وضعف الدورة الدموية في الاطراف والم في الصدر في منطقة القلب وضعف في عضلة القلب واضطراب في الجهاز العصبي.

## الحد من الضجيج الصناعي
ويمكن الحد منه
1. بوضع الآلات العالية الضجيج ضمن غرف معزولة خاصة.
2. وتزويد العاملين بواقيات أذن ومخمدات.
3. كما تحرص الجهات الوصائية على إشادة المنشآت الصناعية بعيداً عن المناطق السكنية.[2]

## وصلات خارجية
- Occupational Safety & Health Administration
- NIOSH Buy Quiet Topic Page